# (4591) Bryantsev
(4591) Bryantsev es un asteroide perteneciente al cinturón de asteroides, descubierto el 1 de noviembre de 1975 por Tamara Mijáilovna Smirnova desde el Observatorio Astrofísico de Crimea (República de Crimea).

## Designación y nombre
Designado provisionalmente como 1975 VZ. Fue nombrado Bryantsev en honor al director de teatro ruso soviético Alexander Bryantsev.